# Zetsko-južnosandžački dijalekt
Zetsko-južnosandžački dijalekt (zetsko-raški, zetsko-sjenički, zetsko-sandžački) je dijalekt štokavskoga narječja. Ovim dijalektom se govori u jugoistočnim i sjeveroistočnim dijelovima Crne Gore, kao i u jugozapadnim dijelovima Srbije. Zetsko-južnosandžački dijalekt pripada grupi staroštokavskih dijalekata ijekavskog ostvaraja jata.
Veći gradovi u kojima se govori ovim dijalektom su Podgorica, Berane i Bar u Crnoj Gori, odnosno Novi Pazar u Srbiji. Govori bokeljskih Hrvata i perojski govor pripadaju zetsko-južnosandžačkom dijalektu.